# Schwäbischer Posaunendienst
Der Schwäbische Posaunendienst ist ein Blechbläserensemble innerhalb der Evangelischen Landeskirche in Württemberg, das vorwiegend in Süddeutschland unter Leitung von Kirchenmusikdirektor Hans-Ulrich Nonnenmann konzertiert.

## Geschichte
Er wurde 1947 vom damaligen Landesposaunenwart Hermann Mühleisen gegründet, um neue Werke der Posaunenchorliteratur exemplarisch zu erarbeiten. Seither wird der Schwäbische Posaunendienst vom amtierenden Landesposaunenwart geleitet. Dies bedeutete, dass der Schwäbische Posaunendienst seither immer auch dem musikalischen Leiter des Landesposaunentages unterstand. Er ergänzte als Auswahlchor die Darbietungen des Großchores. Organisatorisch ist der Schwäbische Posaunendienst dem Evangelischen Jugendwerk von Württemberg zugeordnet.
Seit 1. Januar 2000 hat Kirchenmusikdirektor Hans-Ulrich Nonnenmann die Leitung.

## Heutige Funktion
Der Schwäbische Posaunendienst gibt – vor allem im süddeutschen Raum – regelmäßig Konzerte und spielt oft zu Anlässen, bei denen ein die kirchliche Bläserarbeit repräsentierendes Ensemble benötigt wird.
Unter Leitung von Hans-Ulrich Nonnenmann spielt der Schwäbische Posaunendienst, der gegenwärtig aus 13 Bläsern besteht, zahlreiche Werke für Blechbläserliteratur auf CD ein. Diese Aufnahmen geben dann ehrenamtlichen Leitern von Posaunenchören die Möglichkeit, sich in die aktuelle Literatur einzuhören und gleichzeitig neue Arrangements kennenzulernen.
In den Programmen finden sich anspruchsvolle Werke für Posaunenchöre, aber auch Stücke für große Blechbläserformationen. Neben festlichen und schwungvollen Bearbeitungen von Chorälen, neuen geistlichen Liedern, Gospels und Spirituals stehen freie Musikstücke aus unterschiedlichen Epochen.
Wenn es in der Evangelischen Landeskirche von Württemberg repräsentative musikalische Aufgaben wahrzunehmen gilt, ist der Schwäbische Posaunendienst ebenfalls eine erste Adresse; etwa bei der Einführung neuer Gesangbücher oder bei Fernsehgottesdiensten ist der Auswahlchor dann zu hören.

## Dirigenten (Auswahl)
- Hermann Mühleisen, ab 1947
- Wilhelm Mergenthaler, 1969–1984
- Erhard Frieß, 1985–1999
- Hans-Ulrich Nonnenmann, seit 2000

## Diskographie (Auswahl)
- Hans-Ulrich Nonnenmann (Dirigent): 38. Landesposaunentag Ulm 2000, Mitwirkende: Schwäbischer Posaunendienst, Posaunenchor Langenau, und Bläserteam des Ejw (Audio-CD)
- Bläsermusik 2001 mit dem Schwäbischen Posaunendienst, Leitung: Hans-Ulrich Nonnenmann, Stuttgart 2001 ("MP" – Markus Püngel Music Production und ejw) – Kommentar: es sind Blechbläserversionen eingespielt mit Werken von Giovanni Gabrieli, Arcangelo Corelli, Felix Mendelssohn Bartholdy und Johann Christian Bach
- Confidentia – Bläser musizieren beim 40. Landesposaunentag – an einigen Stellen ist der Schwäbische Posaunendienst hier zu hören (Aufnahme von 2004, CD SACD 9155)
- Bläsermusik 2005 mit dem Schwäbischen Posaunendienst, Leitung: Hans-Ulrich Nonnenmann, Stuttgart 2005 ISBN 3-932595-73-4